# Ласкаво просимо, містере Маршалл
«Ласкаво просимо, містере Маршалл» (ісп. ¡Bienvenido, Mister Marshall) — іспанська кінокомедія 1953 року, поставлена режисером Луїсом Ґарсією Берланґа, вважається однією із шедеврів іспанського кінематографу. Це історія невеличкого іспанського міста, Вільяр дель Ріо, яке дізнається про приїзд американських дипломатів і починає готуватися до прийому задля того, щоб вразити своїх гостей та отримати допомогу за Планом Маршалла.
Фільм-учасник Каннського фестивалю 1953 .

## Актори
- Хосе Ісберт — Дон Пабло, алькальд
- Лоліта Севілья — Кармен Варґас
- Альберто Ромеа — Дон Луїс, кабальєро
- Маноло Моран — Маноло
- Луїс Перес де Леон — Дон Косме, священик
- Ельвіра Кінтілья — сеньорита Елоїса, вчителька
- Фелікс Фернандес — Дон Емільяно, лікар
- Ніколас Д. Перчікот — аптекар (у ролі Ніколаса Перчікота)
- Хоакін Роа — прегонеро
- Фернандо Аґірре — секретар
- Хосе Франко — делега
- Хосе Марія Родрігес — Хосе
- Еліса Мендес — донья Ракель
- Матільде Лопес Рольдан — донья Матільде